# 角眼切腹蟹
角眼切腹蟹（学名：Tmethypocoelis ceratophora），又名角眼拜佛蟹，舊屬沙蟹科切腹蟹属，今劃歸毛帶蟹科。分布于日本、印度尼西亚、台湾岛以及中国大陆的广东、福建等地，生活环境为海水，多见群居于河口附近咸淡水的细沙滩上或红树林的沼泽中。